# Pouzy-Mésangy
Pouzy-Mésangy és un municipi francès, situat al departament de l'Alier i a la regió d'Alvèrnia-Roine-Alps. L'any 2007 tenia 420 habitants.

## Demografia

### Població
El 2007 la població de fet de Pouzy-Mésangy era de 420 persones. Hi havia 156 famílies de les quals 44 eren unipersonals (28 homes vivint sols i 16 dones vivint soles), 56 parelles sense fills, 44 parelles amb fills i 12 famílies monoparentals amb fills.
La població ha evolucionat segons el següent gràfic:
Habitants censats

### Habitatges
El 2007 hi havia 270 habitatges, 172 eren l'habitatge principal de la família, 69 eren segones residències i 29 estaven desocupats. 262 eren cases i 7 eren apartaments. Dels 172 habitatges principals, 128 estaven ocupats pels seus propietaris, 40 estaven llogats i ocupats pels llogaters i 4 estaven cedits a títol gratuït; 4 tenien una cambra, 20 en tenien dues, 35 en tenien tres, 48 en tenien quatre i 65 en tenien cinc o més. 90 habitatges disposaven pel capbaix d'una plaça de pàrquing. A 79 habitatges hi havia un automòbil i a 70 n'hi havia dos o més.

### Piràmide de població
La piràmide de població per edats i sexe el 2009 era:
| Homes | Edats   | Dones |
| ----- | ------- | ----- |
| 0     | 95 o +  | 0     |
| 4     | 90 a 94 | 4     |
| 0     | 85 a 89 | 0     |
| 0     | 80 a 84 | 4     |
| 16    | 75 a 79 | 8     |
| 12    | 70 a 74 | 12    |
| 12    | 65 a 69 | 16    |
| 16    | 60 a 64 | 16    |
| 16    | 55 a 59 | 12    |
| 20    | 50 a 54 | 28    |
| 16    | 45 a 49 | 4     |
| 16    | 40 a 44 | 12    |
| 20    | 35 a 39 | 20    |
| 0     | 30 a 34 | 8     |
| 4     | 25 a 29 | 0     |
| 12    | 20 a 24 | 16    |
| 20    | 15 a 19 | 24    |
| 24    | 10 a 14 | 20    |
| 8     | 5 a 9   | 12    |
| 0     | 0 a 4   | 0     |

## Economia
El 2007 la població en edat de treballar era de 273 persones, 186 eren actives i 87 eren inactives. De les 186 persones actives 162 estaven ocupades (86 homes i 76 dones) i 24 estaven aturades (13 homes i 11 dones). De les 87 persones inactives 32 estaven jubilades, 18 estaven estudiant i 37 estaven classificades com a «altres inactius».

### Ingressos
El 2009 a Pouzy-Mésangy hi havia 161 unitats fiscals que integraven 355,5 persones, la mediana anual d'ingressos fiscals per persona era de 13.279 €.

### Activitats econòmiques
Dels 13 establiments que hi havia el 2007, 4 eren d'empreses de construcció, 1 d'una empresa de comerç i reparació d'automòbils, 1 d'una empresa de transport, 1 d'una empresa d'informació i comunicació, 1 d'una empresa immobiliària, 3 d'empreses de serveis i 2 d'empreses classificades com a «altres activitats de serveis».
Dels 7 establiments de servei als particulars que hi havia el 2009, 1 era una oficina de correu, 1 guixaire pintor, 2 fusteries, 1 lampisteria, 1 electricista i 1 perruqueria.
L'any 2000 a Pouzy-Mésangy hi havia 28 explotacions agrícoles que ocupaven un total de 2.882 hectàrees.

## Equipaments sanitaris i escolars
El 2009 hi havia una escola elemental integrada dins d'un grup escolar amb les comunes properes formant una escola dispersa.

## Poblacions més properes
El següent diagrama mostra les poblacions més properes.